# Bataille de Little Bighorn
Cet article possède des paronymes, voir Horn et Big Horn (homonymie).
Guerre des Black Hills
Batailles
Guerre des Black Hills :
- Big Horn Expedition (en)
- Powder
- Prairie Dog Creek (en)
- Rosebud Creek
- Little Bighorn
- Warbonnet Creek
- Slim Buttes
- Cedar Creek
- Dull Knife
- Wolf Mountain (en)
- Little Muddy Creek

La bataille de Little Bighorn, surnommée aux États-Unis Custer's Last Stand (« La dernière résistance de Custer »), et chez les tribus des plaines de l'Ouest américain, The Battle of the Greasy Grass (« La bataille de l'herbe grasse »), est une bataille qui opposa les 647 hommes du 7e régiment de cavalerie de l'armée américaine du lieutenant-colonel George A. Custer à une coalition de Cheyennes et de Sioux constituée à l'initiative de Sitting Bull.
Elle s'est déroulée les 25 et 26 juin 1876, à proximité de la rivière Little Bighorn (« petit mouflon », un affluent du Bighorn), dans l'est du Territoire du Montana, près de ce qui est aujourd'hui Crow Agency dans l'État du Montana.
C'est l'épisode le plus célèbre de la guerre des Black Hills (aussi connue sous le nom de grande guerre sioux de 1876) qui se solda par une victoire écrasante des Amérindiens menés par les chefs sioux Crazy Horse et Gall et par le chef cheyenne Lame White Man. Custer et 267 de ses hommes périrent dans cette bataille, l'une des plus notoires de l'histoire des États-Unis. Étudiée de façon approfondie par les historiens, elle fait toujours l'objet d'une littérature abondante.
Le site de la bataille est préservé dans le Little Bighorn Battlefield National Monument.

## Contexte
En 1874, George Armstrong Custer conduit une expédition d’exploration dans les terres sacrées des Black Hills (Montana/Dakota), dans la réserve des Sioux Lakotas et y découvre des gisements aurifères. Les autorités tentent d’abord d’endiguer la vague des chercheurs d’or, avant de chercher à acheter les Black Hills aux Sioux. En septembre 1875, les négociations avec les Sioux échouent. En novembre, le général Terry lance un ultimatum au 31 décembre pour les chasser de leur territoire, par la force si nécessaire.

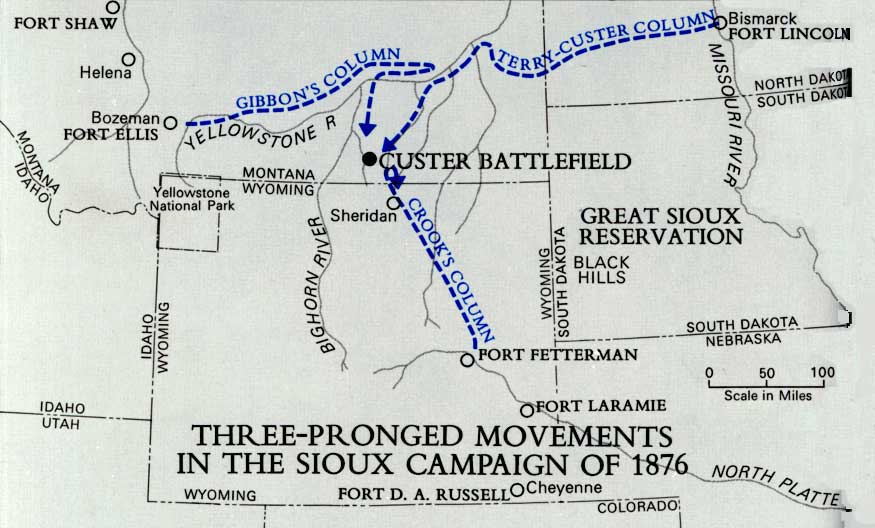
Les trois colonnes convergeant vers les Amérindiens.

Au printemps 1876, trois colonnes convergent vers les Amérindiens.
Pour un article plus général, voir Guerre des Black Hills.

## La bataille

Plan de bataille de Little Bighorn.

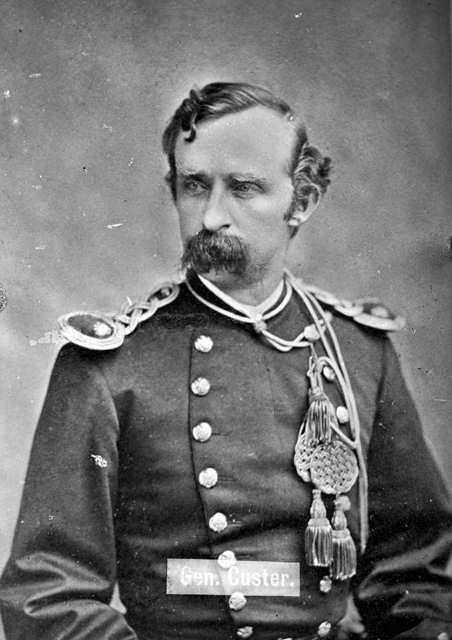
Lieutenant-colonel (breveté major-général) George A. Custer.

Sans connaissance de l'échec du général Crook à la bataille de la Rosebud le 17 juin, le lieutenant-colonel George Armstrong Custer (général à titre provisoire en 1865 - brevet général) conduit l'attaque d'un camp d'Amérindiens sioux et cheyennes d'environ 6 000 à 7 000 personnes (dont 1 500 à 2 000 guerriers). Les tribus amérindiennes sont menées par les chefs Sitting Bull et Crazy Horse.
En prévision du combat, Custer divise ses forces en plusieurs groupes : le commandant major Marcus Reno avec les 170 hommes des 3 compagnies A, G et M ; le capitaine Frederick Benteen avec 125 autres des trois compagnies D, H et K ; Custer avec l'effectif de 216 hommes des cinq compagnies E, F, C, I et L. À l'arrière le train avec les munitions, le capitaine McDougall dispose des 101 hommes de la compagnie B.
Son plan (d'après le clairon Martini) : prendre le camp amérindien en tenaille en l'attaquant de plusieurs côtés, le train de munitions devant progresser indépendamment.

### 15 h 25
Le premier groupe à attaquer fut celui du major Reno (compagnies A, G, M), après avoir reçu les ordres du général (ses éclaireurs indiens avaient affirmé que des Sioux avaient repéré les soldats et alertaient le village). Les ordres, donnés sans connaissance de la taille du village et de sa localisation exacte, étaient d'attaquer les Amérindiens et de les forcer à se battre. Custer lui promit aussi le soutien de tout le régiment.
Les forces de Reno traversent la Little Bighorn vers 15 heures. Pendant ce temps, Custer longe les collines pour prendre le village sur son flanc. Les deux forces n'ont alors plus aucun contact visuel. Reno réalise immédiatement que les Sioux et les Cheyennes du Nord sont présents en force et ne s'enfuient pas.
Il ordonne à ses troupes de mettre pied à terre et de prendre une formation de tirailleur. Ses hommes commencent à tirer sur le village (selon certains récits, ils ont tué plusieurs femmes et enfants du chef Gall). Les Amérindiens se portent à la rencontre des soldats et concentrent leurs attaques sur l'aile gauche exposée de Reno. Les échanges de tirs à longue distance se poursuivent pendant 20 minutes. N'ayant reçu aucun soutien de Custer et les Amérindiens menaçant de plus en plus de déborder son aile gauche, Reno ordonne à ses cavaliers de se remettre en selle et de se retirer dans un sous-bois.
Les Sioux et Cheyennes dirigent un feu nourri sur les nouvelles positions des soldats et tentent de mettre le feu aux buissons pour les déloger. Ajoutant à la confusion qui s'installe chez les soldats, Reno ordonne à ses hommes de monter à cheval, de mettre pied à terre puis de remonter. Il donne ensuite l'ordre de la retraite en se dirigeant vers le haut d'une colline (aujourd'hui appelée « Reno Hill »). Ses hommes tentent de le suivre mais Reno n'a laissé aucune force de couverture afin de couvrir sa retraite. Ceci provoque une déroute et plus de 30 soldats sont tués par les Amérindiens, menés par les chefs Two Moon, Crow King et Crazy Horse. La retraite précipitée de Reno pourrait avoir été provoquée par la mort de l'éclaireur amérindien Bloody Knife, tué d'une balle dans la tête alors qu'il se tenait près de Reno — et dont le sang avait éclaboussé le visage de l'officier américain.
Alors que les survivants du bataillon de Reno atteignent une colline et commencent à creuser des trous de protection, un groupe d'Amérindiens parmi lesquels Crazy Horse, Red Feather et Kicking Bear aperçoit les troupes de Custer depuis la crête d'une colline. Ils rassemblent leurs blessés et retraversent la rivière pour protéger le village.

### 16 h 10
Custer atteint une butte près du village. Il a besoin de reconnaître le terrain et de trouver un gué. Il envoie un messager ordonnant à Benteen de le rejoindre rapidement et d'apporter avec lui des munitions. Il est vraisemblable qu'à ce moment, Custer a conscience de l'étendue du village et du nombre considérable d'Amérindiens qu'il aura à affronter.
Les détails du combat entre les Amérindiens et le bataillon de Custer sont largement spéculatifs car aucun de ses hommes n'a survécu à la bataille. Le déroulement supposé est établi sur la base des témoignages (parfois contradictoires) des Amérindiens, les fouilles archéologiques (notamment la localisation des douilles, des balles, et des pointes de flèches) et les positions des troupes américaines au moment de leur anéantissement. Ces indices sont interprétés diversement et toujours discutés par les historiens.
Custer divise son bataillon en deux ailes : l'aile gauche, sous son commandement, comprend les compagnies E et F, qui devront aller reconnaître le gué au bas de Medicine Tail Coulee. Ils échangent des coups de feu avec un petit groupe d'Amérindiens, sur l'autre berge de la rivière. D'après certains historiens et analystes militaires, il pourrait s'agir d'une attaque feinte, destinée à attirer les Amérindiens et soulager le bataillon de Reno.
L'aile droite, sous le commandement du capitaine Keogh, doit protéger la manœuvre en engageant une bande d'Amérindiens visibles au nord-est de Medicine Tail Coulee. Le régiment se regroupe au complet sur Calhoun Hill, au nord-ouest. Custer laisse la compagnie L sur Calhoun Hill, peut-être comme arrière-garde, et développe la suite de son plan : il laisse l'aile droite de Keogh se déployer sur la crête, pendant que Custer et l'aile gauche reconnaissent un second gué (« North Ford »). La formation en V de ses troupes a laissé penser à certains historiens que Custer prévoyait toujours de mener une action offensive contre le village. Selon toute vraisemblance, il croit aussi Reno toujours engagé.
Regroupés sur le sommet de « Reno Hill », les survivants des forces de Reno sont rejoints par le bataillon du capitaine Benteen (compagnies D, H, K), arrivant du Sud. L'arrivée inopinée de Benteen sauve les hommes de Reno d'une possible annihilation. Ils sont bientôt rejoints par la compagnie B de McDougall et par le train de munitions. Les 14 officiers et les 340 soldats établissent un périmètre défensif tout autour de la colline.

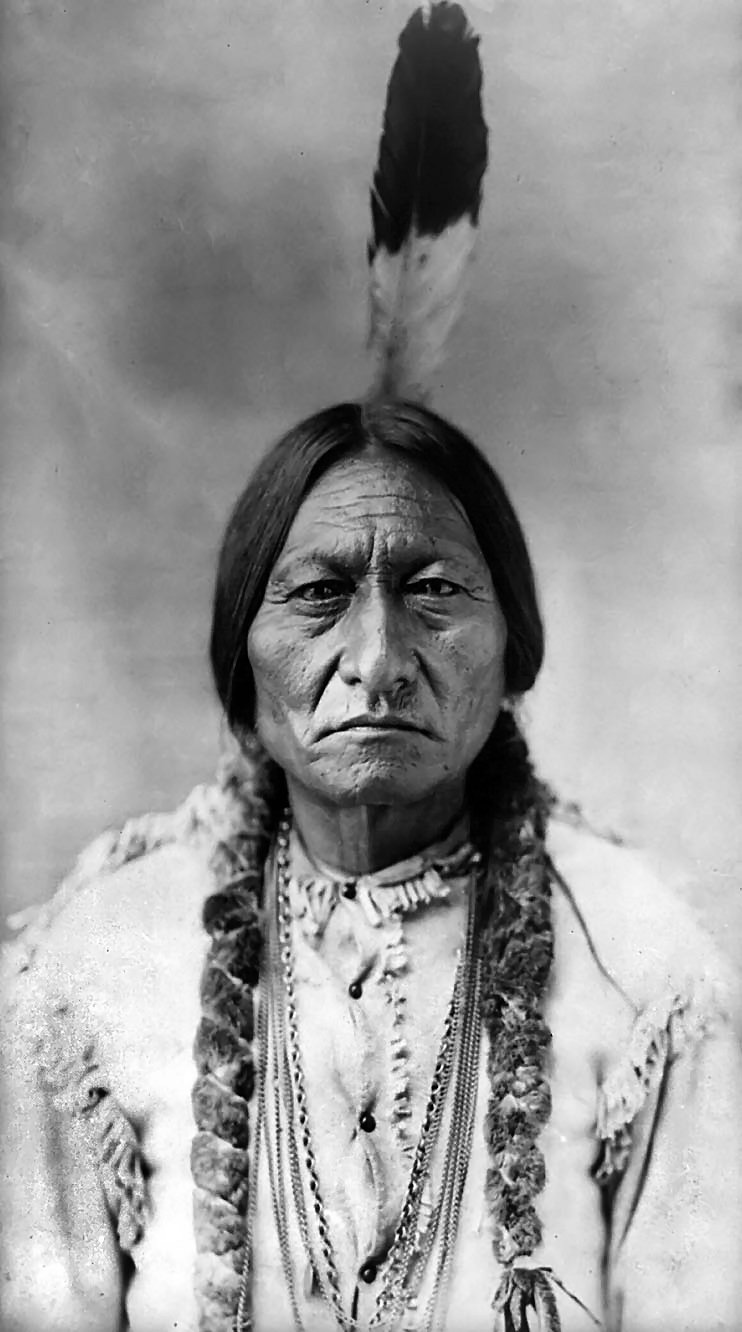
Médecin Sioux hunkpapa Sitting Bull.
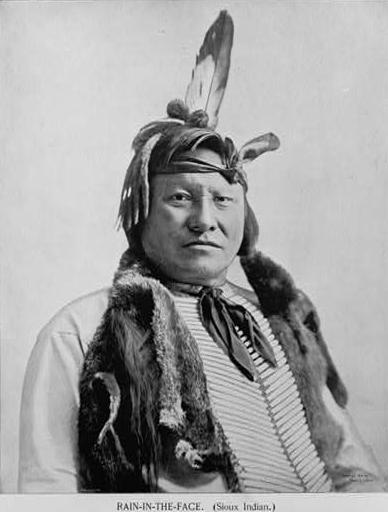
Rain In The Face, chef sioux hunkpapa.
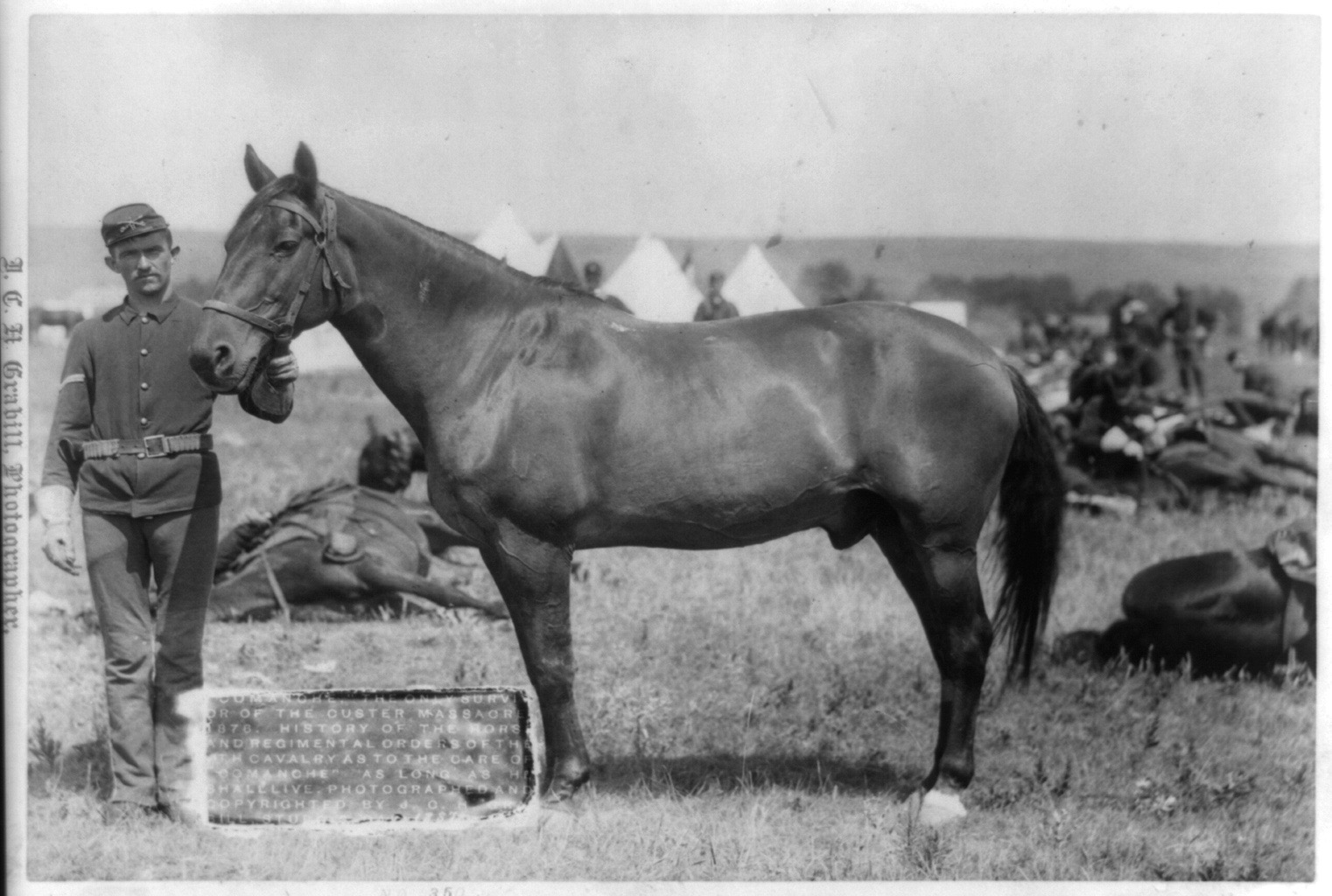
« Comanche », la monture du capitaine Keogh, « seul survivant du bataillon de Custer ».
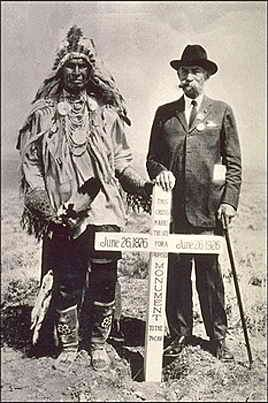
L'éclaireur crow White Man Runs Him et le général Godfrey, vétérans de la bataille, 1926.

### 17 h 00 - 18 h 20
Venant du village, les Amérindiens ont retraversé la Little Bighorn pour se porter contre les forces de Custer. Sous le commandement du chef cheyenne Lame White Man, ils mènent leur offensive. Des dizaines de tireurs amérindiens armés de fusils à répétition s'embusquent non loin de la colline, prenant les soldats du lieutenant Calhoun sous un tir croisé dévastateur. Vers 17 h 30, les Amérindiens menés par Gall, White Bull et Crazy Horse lancent une ultime charge sur « Calhoun Hill » qui cloue au sol les derniers défenseurs. Seuls quelques soldats de Calhoun parviennent à s'enfuir et à rejoindre Custer.
Ayant fait sauter le verrou de « Calhoun Hill », les Amérindiens débordent le reste de l'aile droite de Keogh qui s'effondre à son tour vers 17 h 45. Pendant ce temps, l'aile gauche américaine a elle aussi été brisée près de « Deep Ravine » (où elle avait établi un périmètre de défense). Le dernier carré de cavaliers américains succombe, probablement vers 18 h 15 (c'est d'après cet épisode que la bataille de Little Bighorn deviendra célèbre sous le nom de « La dernière résistance de Custer » Custer's Last Stand).
Bien qu'ayant entendu au loin des tirs nourris vers 16 h 20, Benteen se concentre sur le renforcement des troupes éprouvées de Reno. Indigné de l’inaction de Reno et Benteen, le capitaine Weir tente de se porter à la rencontre de Custer vers 17 heures. Sa compagnie avance d'environ 1 kilomètre et demi jusqu'à la colline aujourd'hui nommée « Weir Point ». Ils aperçoivent à la jumelle des cavaliers sioux et cheyennes tirant sur des formes au sol. Il pourrait s'agir des guerriers achevant les blessés ou tirant sur les cadavres du dernier carré de Custer. Des historiens contemporains ont suggéré qu'il s'agissait plutôt du combat sur « Calhoun Hill ». Les autres compagnies de Reno et Benteen (d'abord Benteen, puis Reno et finalement le train de munitions) se mettent en route, puis se replient.

### 18 h 30
Après l'anéantissement des forces de Custer, les Sioux et les Cheyennes se regroupent et attaquent les troupes américaines retranchées sur « Reno Hill ». Les combats se poursuivent jusqu'au crépuscule et reprennent le lendemain. D'après Reno, Benteen a repoussé une importante attaque amérindienne dans le secteur tenu par les compagnies H et M. Le 26 juin, une colonne américaine sous le commandement du général Terry s'approche de la Little Bighorn. Les Amérindiens lèvent alors leur camp et se dirigent vers « Wood Louse Creek », au pied des monts Big Horn. Après s'être assurés que les troupes de Terry ne les poursuivent pas, ils organisent de grandes fêtes pour célébrer leur victoire.

## Bilan et conséquences

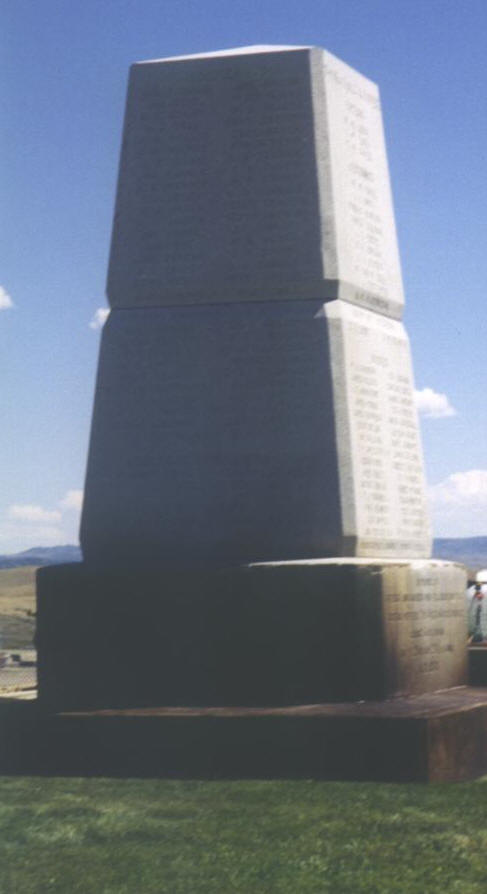
Monument du 7e de cavalerie, colline de Custer.

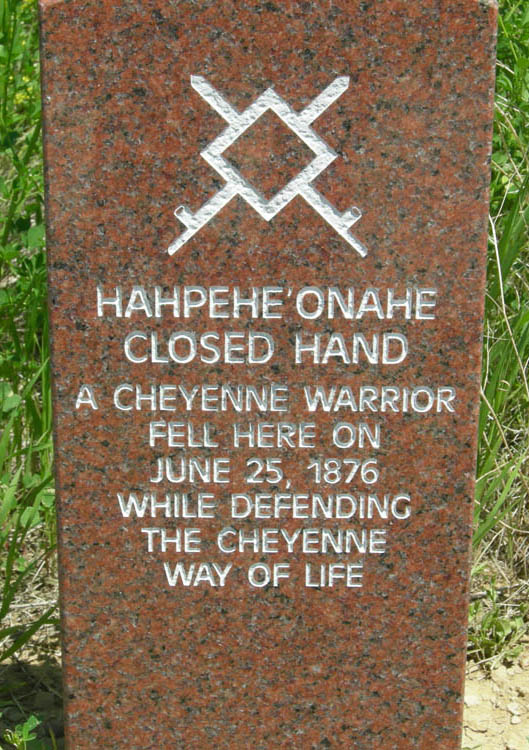
Stèle commémorant un guerrier cheyenne.

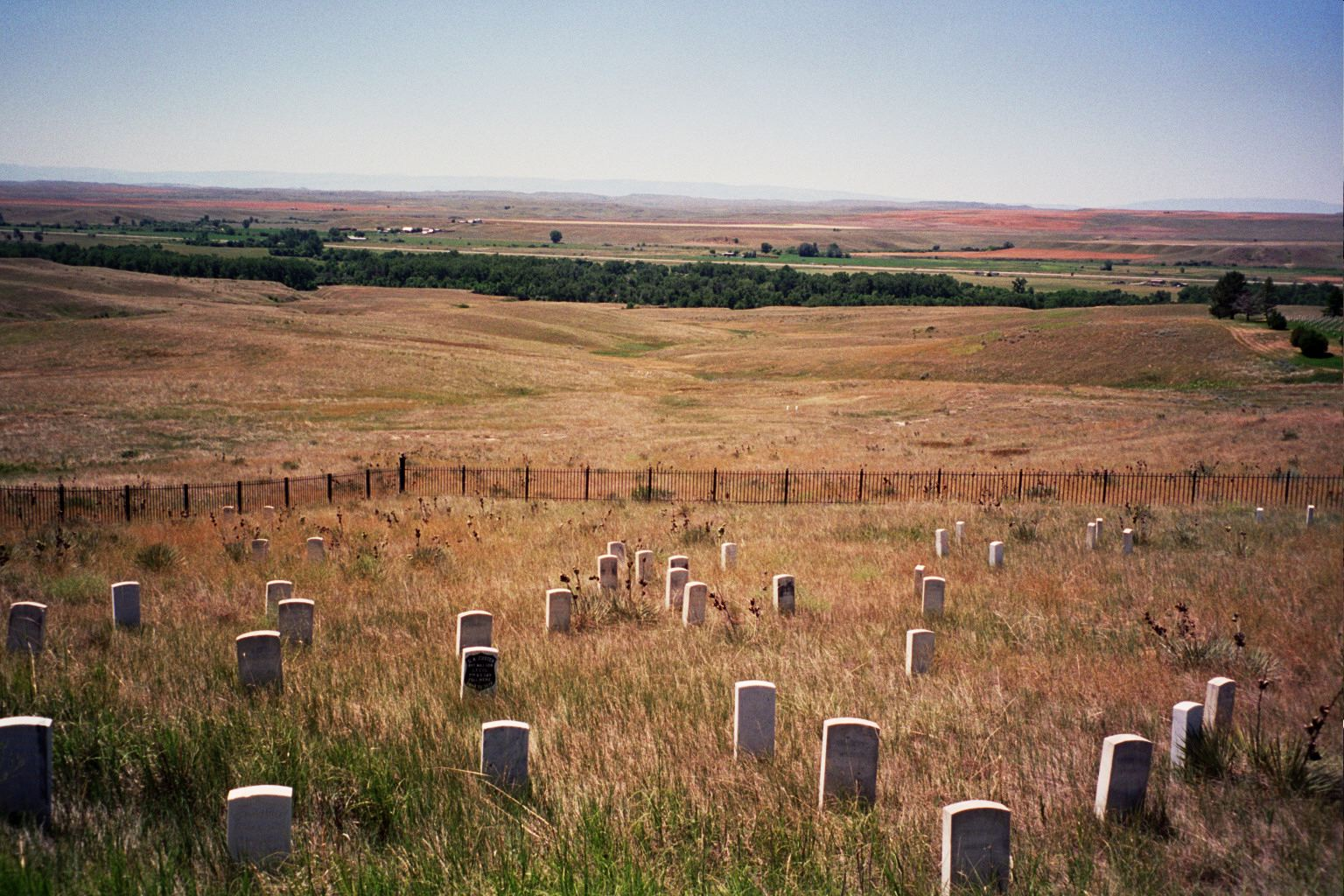
Les stèles du 7e de cavalerie, colline de Custer.

À Little Bighorn, 263 hommes du 7e de cavalerie trouvent la mort et 49 sont blessés. Les pertes amérindiennes ne sont pas connues avec précision. Les estimations varient entre 36 (source amérindienne) et 190 morts au total. Le « National Park » américain estime que les Amérindiens ont eu entre 60  et   100 tués (en comptant les blessés décédés ultérieurement).
Durant cette bataille, le lieutenant-colonel George Armstrong Custer ainsi que le chef cheyenne Lame White Man trouvèrent la mort.
Cette bataille eut un grand retentissement dans l'opinion publique américaine, et conduisit au massacre de Wounded Knee par le 7e de cavalerie, quatorze ans plus tard.
La plupart des Sioux et Cheyennes présents à Little Bighorn regagnèrent leurs réserves peu après la bataille. Les autorités américaines forcèrent les Sioux des réserves à accepter la cession des Black Hills, sous peine de voir leurs rations alimentaires supprimées. Les troupes américaines continuèrent à traquer les autres Sioux et Cheyennes du Nord jusqu'à leur reddition en 1877. Sitting Bull préféra émigrer au Canada en 1877 plutôt que de se soumettre.

## Controverses
La défaite de Custer est entourée de controverses et divise la communauté des historiens.
La bataille a été l'objet d'une commission d'enquête (à la demande de Reno lui-même) qui a examiné son comportement pendant les combats. Certains témoins civils ont affirmé qu'il était un lâche et qu'il était en état d'ébriété. La cour a disculpé Reno mais des personnalités comme Thomas Rosser ont continué à le mettre en cause. Le général Miles (devenu chef suprême de l'armée américaine) s'est aussi indigné du comportement de Reno qui n’a pas porté assistance aux hommes de Custer. Certains auteurs comme David Cornut accusent Reno et Benteen d'avoir délibérément abandonné Custer et les considèrent coupables de trahison militaire.
Ces accusations contre Reno ne sont pas partagées par d'autres auteurs comme E. A. Brininstool, par exemple. Pour certains, Reno était déjà en état de choc dès les combats conduits dans le sous-bois, le rendant ainsi non-opérationnel en zone de combat.
D’autres auteurs enfin rejettent la responsabilité du désastre sur Custer, qui n'aurait pas attendu l'arrivée du général Terry avant d'attaquer le village indien.
Custer a aussi été critiqué pour avoir constamment divisé ses forces (d'abord en 3 bataillons et le train de munitions, il a ensuite fractionné son propre bataillon). L'historien James Donovan pense que Custer a divisé ses forces en se basant sur une reconnaissance insuffisante du terrain. Les différentes unités se seraient retrouvées dispersées.
Custer a aussi ses défenseurs, tels le général Miles qui écrivit : « Plus j'étudie les mouvements ici [à Little Big Horn] et plus j'ai de l'admiration pour Custer ».

## Dans la culture américaine
Little Bighorn occupe une grande place dans la culture américaine. On estime qu'en moyenne, un millier de livres consacrés à l'engagement et/ou à ses acteurs sort chaque année aux États-Unis. Le théâtre, le cinéma et les médias papier ont contribué à la célébrité mondiale de Custer, de Sitting Bull et de « la dernière bataille ».
Parmi les témoignages des amérindiens ayant participé à la bataille figure celui de Red Horse (en) recueilli en 1881 par l'intermédiaire du langage des signes. Ce sous-chef Lakota a, de plus, laissé un descriptif du champ de bataille sous forme de 42 dessins de grand format. Soigneuseùment archivés, ceux-ci n'ont été redécouverts qu'en 2016 par le professeur Scott D. Sagan de l'université de Stanford en Californie et son assistante Sarah Sadlier (aux origines Miniconjou).

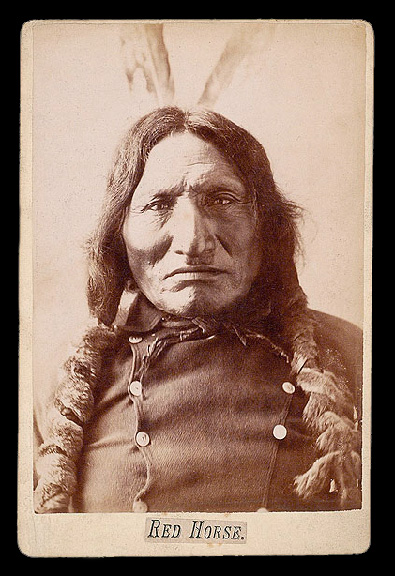
Red Horse.
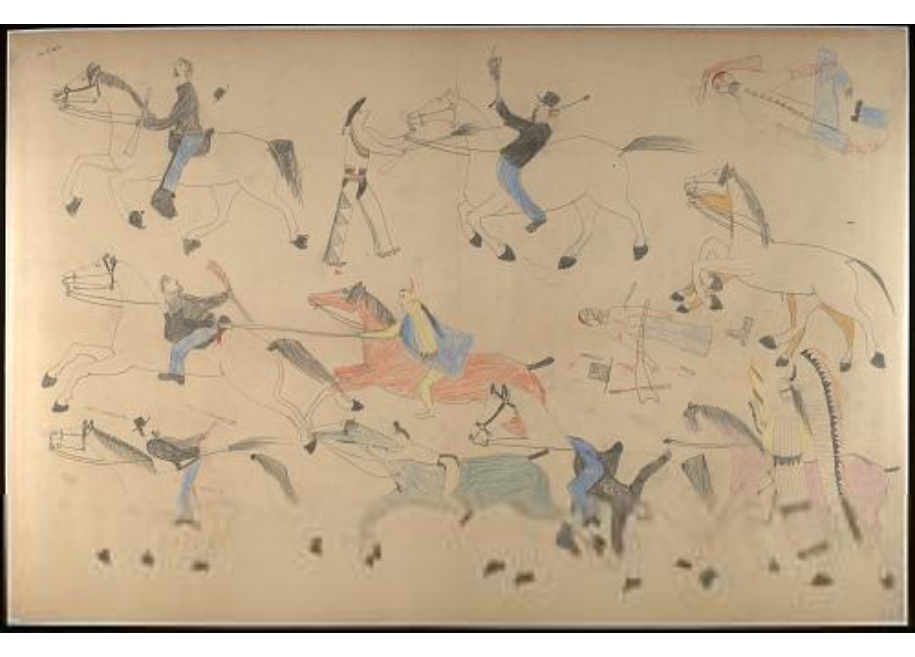
Un des dessins de la bataille.
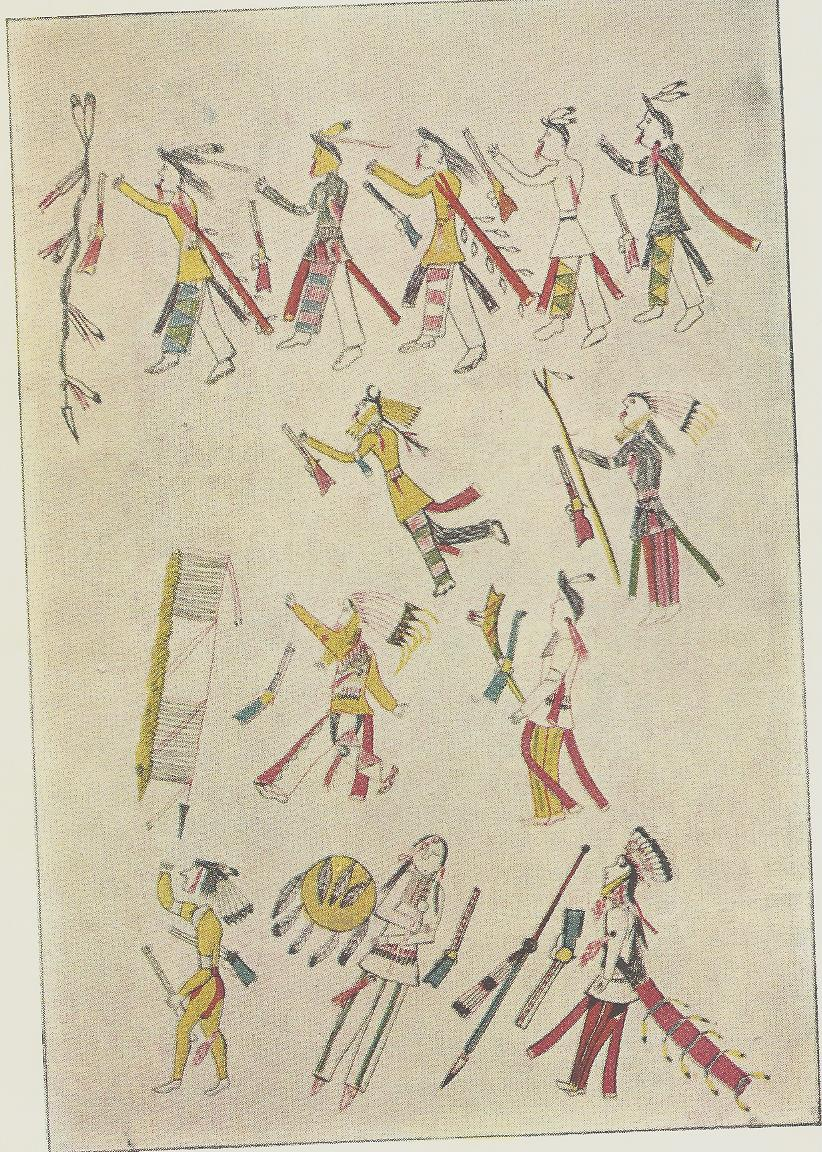
Danse des Dakotas.

Pour les films les plus connus, on peut citer La Charge fantastique, avec Errol Flynn, Custer, l'homme de l'Ouest, avec Robert Shaw, Le Massacre de Fort Apache, une métaphore de Little Bighorn avec John Wayne et Henry Fonda ou encore Little Big Man avec Dustin Hoffman. On retrouve le général Custer dans plus de 600 films, sans compter les hommages.
Pour mesurer l'impact de la Little Bighorn et du général Custer dans l'inconscient américain, il faut savoir que George Armstrong Custer est la personnalité américaine sur laquelle le plus de livres ont été publiés à ce jour, après le président Abraham Lincoln. L'engagement du 25 juin 1876 est également la seconde bataille américaine la plus étudiée après celle de Gettysburg.
Bien que la bataille soit généralement appelée Little Bighorn, la plupart des Américains ne la connaît que sous le nom de Dernière résistance de Custer (Custer's Last Stand). En 2003, un monument rendant hommage aux guerriers amérindiens a été inauguré par un descendant indirect de Custer (Ken Custer) et le descendant de Sitting Bull (Ernie LaPointe) et d'autres chefs de Little Bighorn.

### Au cinéma
- La Charge fantastique (1941)
- La Brigade héroïque (1954) (la police montée canadienne craint la venue des combattants indiens en provenance du Montana, après l'anéantissement des troupes de Custer).
- Sitting Bull  (1954) - Dale Robertson, Mary Murphy, Carrol Naish
- La Mission du capitaine Benson (1956) avec Randolph Scott
- Le massacre des sioux (1965) - Joseph Cotten, Darren McGavin, Philip Carey, Julie Sommars...
- Custer, l'homme de l'ouest (1967)
- Little Big Man (1970)
- Le Soldat bleu (1970)
- Touche pas à la femme blanche ! (1974)
- Son of the Morning Star (en) - Le Fils de l'étoile du Matin (1991) avec Gary Cole

### En littérature
- L'auteur américain Dan Simmons commence son roman Collines noires (Black Hills) paru en 2010 par la bataille de Little Bighorn et la mort du lieutenant-colonel George Armstrong Custer.
- Ernest Haycox (trad. Jean Esch), Des clairons dans l'après-midi, 2016, 464 p. (ISBN 978-2330070458).
- Thomas Berger, raconte l'histoire d'un soi-disant survivant du bataillon de Custer, Jack Crabb, dans Little Big Man. (AntA)

#### Langue française
- Jean-Marc Chamot, La Représentation du Général G. A. Custer dans le Cinéma et la Télévision des Etats-Unis (1909-2004) : Thèse de Doctorat, Paris Nanterre, Université Paris 10 Nanterre, 2005, 974 p. (2 volumes).
- David Cornut, Little big horn : autopsie d’une bataille légendaire, Parcay-sur-Vienne, Anovi, 2008, 381 p. (ISBN 978-2-914818-10-0).
- Robert Marshall Utley (trad. Alain Deschamps), Sitting Bull : sa vie, son temps, Paris, Éditions Albin Michel, coll. « Terre indienne », 1997, 439 p. (ISBN 978-2-226-09371-4, OCLC 37809147).
- James Welch, C'est un beau jour pour mourir : l'Amérique de Custer contre les Indiens des Plaines (1865-1890), Paris, Éditions Albin Michel, coll. « Terre indienne », 1999, 299 p. (ISBN 978-2-226-10716-9, OCLC 42693612).
- Farid Ameur, Sitting Bull, héros de la résistance indienne, Paris, Larousse, 2010.
- Mari Sandoz Crazy Horse, Éditions du Rocher Collection Nuage Rouge 1994.
- Joseph Marshall (trad.  de l'anglais), [« The journey of Crazy Horse »], Paris, Albin Michel, coll. « Terre indienne », 2007, 338 p.  (ISBN 978-2-226-17709-4), (OCLC 191858654).

#### Langue anglaise
- Richard Allan Fox, Archaeology, History, and Custer's Last Battle, University of Oklahoma Press, 1993.
- John S. Gray, Centennial Campaign, the Sioux War of 1876, University of Oklahoma Press, 1988.
- John S. Gray, Custer's Last Campaign, University of Nebraska Press, 1991.
- Thomas Goodrich, Scalp Dance : Indian Warfare on the High Plains, 1865–1879, Stackpole Books, 1984.
- Gregory Michno, Lakota noon : the Indian narrative of Custer's defeat, Missoula, Mountain Press, 1997, 336 p. (ISBN 978-0-87842-304-0, OCLC 36746406).
- Evan S. Connel, Son of the Morning Star, General Custer and the Little Bighorn, Pimlico Books, rééd. 1999.
- Kenneth Hammer, Custer in ’76: Walter Camp’s Notes on the Custer Fight, Bingham Young University Press, 1976.
- (en) Robert J. Kershaw, Red sabbath : the battle of Little Bighorn, Hersham, Ian Allan Pub, 2008, 340 p. (ISBN 978-0-7110-3325-2), p. 163.
- Larry Sklenar, To Hell With Honor: Custer and the Little Bighorn, University of Oklahoma Press, 2000.
- (en) Mari Sandoz, The battle of the Little Bighorn, Lincoln, University of Nebraska Press, 1978, 191 p. (ISBN 978-0-8032-9100-3, OCLC 16420093, lire en ligne).

#### Autres sources
- Eric Joly, Custer, la vérité sur les guerres indiennes des grandes plaines d’Amérique du Nord, France-Empire, 2005.
- Robert Nightengale, Little Big Horn, FarWest Publishing, 1996.
- Robert. M Utley, Custer, Cavalier in buckskin, University of Oklahoma Press, rééd.2001.
- Stanley Vestal, New Sources of Indian History, University of Oklahoma Press, 1934.